# Santa Elena, Spanien
Santa Elena är en kommun i Spanien.   Den ligger i provinsen Provincia de Jaén och regionen Andalusien, i den centrala delen av landet, 230 km söder om huvudstaden Madrid. Antalet invånare är 990. Arean är 144 kvadratkilometer. Santa Elena gränsar till Aldeaquemada, Vilches, La Carolina och Viso del Marqués. 
Terrängen i Santa Elena är huvudsakligen kuperad, men åt sydost är den platt.